# Autobuses Caleta Olivia
Autobuses Santa Fe S.R.L. y Municipalidad de Caleta Olivia - Consorcio de Cooperación, actualmente conocida bajo el nombre ficticio Autobuses Caleta Olivia, es una de las empresas mixtas que presta servicios públicos en la Ciudad de Caleta Olivia. El transporte urbano público de pasajeros de Caleta Olivia está constituido por líneas de ómnibus señaladas con letras (A, B, C1, C2, D y E) que unen el centro de la ciudad con los distintos barrios periféricos y suburbanos moviendo 350 mil pasajeros por mes. Está empresa es la sucesora de la estatal Urbano S.E. que no pudo enfrentar más la prestación por quiebra.
Autobuses Santa Fe además presta servicios de transporte en las ciudades de Carlos Paz, Córdoba, Neuquén, Plottier, Resistencia, Santa Fe, Santa Rosa, Tucumán, Ushuaia, el Gran Buenos Aires y el Gran La Plata.

## Historia

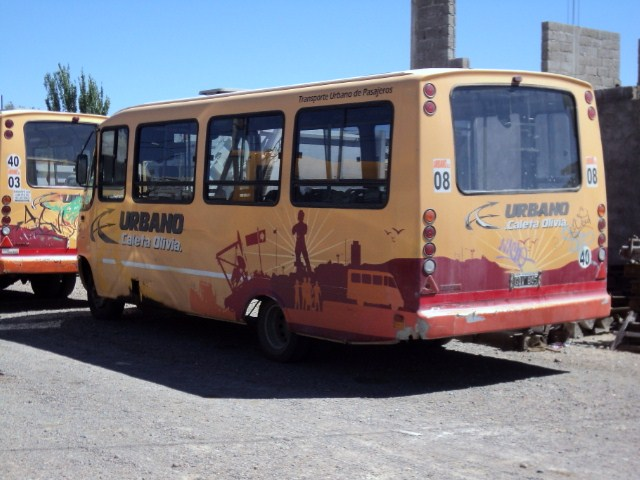
Minibus Iveco de Urbano S.E., la antecesora del servicio.

El entonces intendente Fernando Cotillo creó la empresa Urbano Sociedad del Estado con minibuses de color marrón-anaranjado que cubrieron la imperiosa necesidad de contar con este tipo de servicio público en una ciudad que demográficamente crecía a pasos agigantados.
```
Fue inaugurada en 2012.
```

la estación Mini centro-
El 6/11/12 la estatal “Urbano S.E”. que no pudía enfrentar más la prestación por quiebra.
esa empresa fue disuelta y reemplazada por Autobuses S.A. que pertenece a un grupo de capitales santafecinos, con la cual el municipio a cargo de José Córdoba, estableció un contrato de asociación, votandolo el Concejo Deliberante para su aprobación. el Intendente y el presidente de Autobuses Santa Fe hicieron un acuerdo en donde creaban una empresa entre el Municipio y la empresa de autobús, la inauguración sería el día 1 de diciembre, pero la ansiedad se presentó y empezó a funcionar el 21 de noviembre de 2012 (9 días antes), aunque de forma gratuita. con llegada de Facundo Prades (ucr) a la intendencia venció el contrato, originando un conflicto. en agosto de 2016 los choferes finalmente comenzaron un paro ante la falta de pago de sueldo.

## Características
| Unidades chasis Mercedes-Benz                                                                 | Unidades chasis Mercedes-Benz |
| Metalpar (Tronador/Iguazú)                                                                    | Italbus (Bello/Tropea)        |
| --------------------------------------------------------------------------------------------- | ----------------------------- |
| 997, 1002, 1003, 1367, 1368, 1369, 1370, 1371, 1372, 1373, 1374, 1375, 1376, 1432, 1433, 1434 | 1249, 1426, 1428, 1435        |

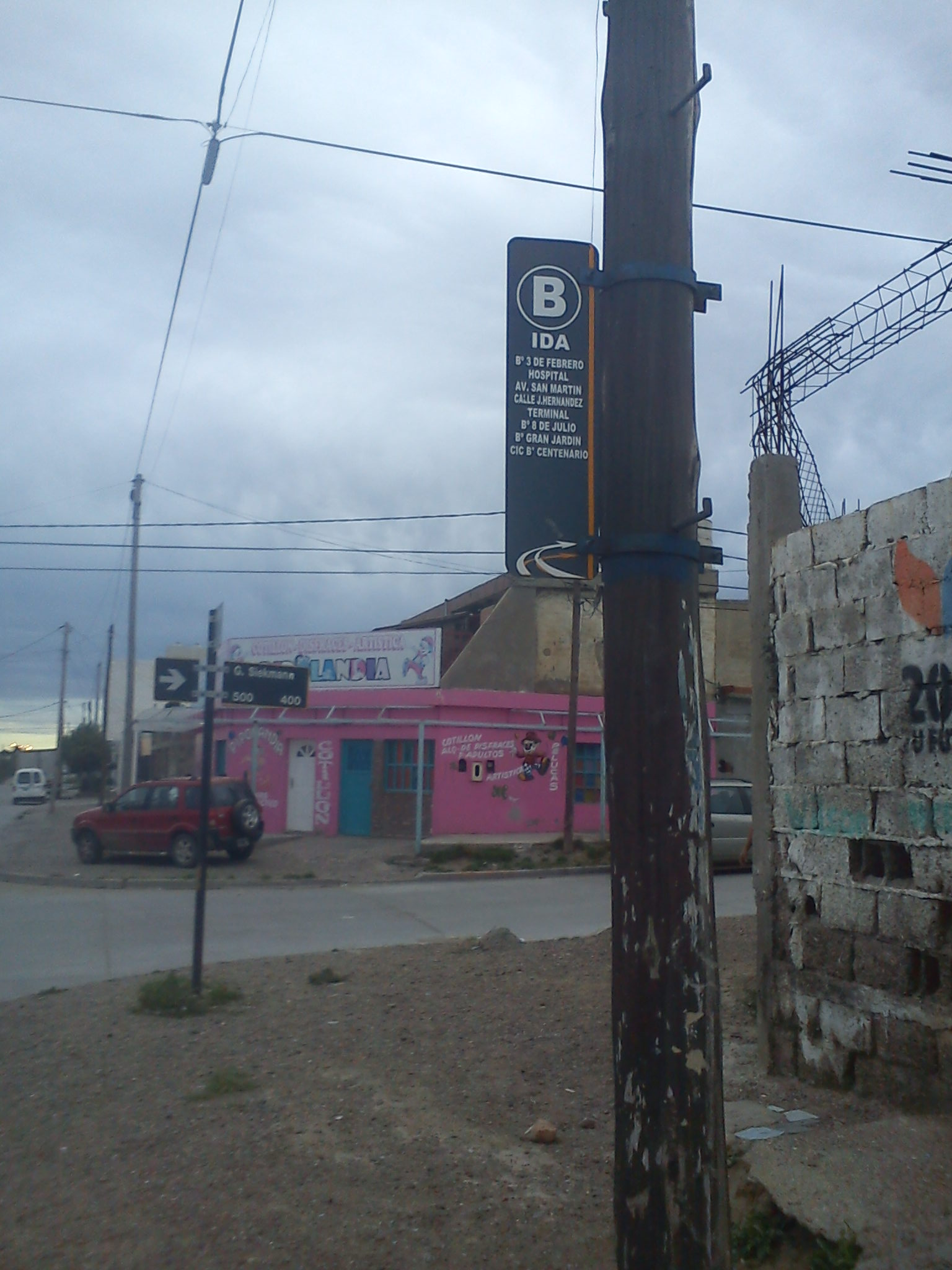
Nomenclador indicando parada de autobús

La institución posee 30 coches OF 1418 Mercedes-Benz de carrocería Metalpar tronador e Italbus Bello, donde actualmente funcionan 18 y los demás coches están guardados.
El boleto común cuesta $6, boleto estudiantil $1, universitario $2 y los menores de 5 años, mayores de 70 años y discapacitados es gratuito. Para los estudiantes de las Zonas Rurales el servicio es gratuito.
Para el año 2013 se presentó un proyecto sistema de tarjetas para pago de boleto, se trata de una tarjeta, similar a las magnéticas, pero que introduce una nueva tecnología de pago denominada “sin contacto”. De esta manera, los usuarios del servicio podrán anticipar el pago de sus viajes, eligiendo el monto que le “cargarán” a la tarjeta. Va a venir con un sistema similar a la Tarjeta SUBE que se  va a disponer en el centro de la ciudad, en la Costanera y en la Avda. Tierra del Fuego donde se abrirá una oficina pública municipal. Allí se harán las cargas de las tarjetas.

## Ubicación
La Empresa se ubicaba en Avda. Tierra del Fuego 1 044, entre Gob. Vernet, Barrio Ceferino.

## Líneas
| Línea | Estaciones                                   | Cabeceras                                                         |
| ----- | -------------------------------------------- | ----------------------------------------------------------------- |
| A     | Anexo:Estaciones de autobús de Caleta Olivia | - 3 de febrero - Hospital - Terminal - Rotary 23 - Centro         |
| B     |                                              | - Hospital - Terminal - Centenario - Centro                       |
| C1    |                                              | - 17 de Octubre - Pobladores - Centro - Mar del Plata - Los Pinos |
| C2    |                                              | - 17 de Octubre - Pobladores - Centro - Parque - Los Pinos        |
| D     |                                              | - Perito Moreno - Centro - Vista Hermosa - 17 de Octubre          |
| E     |                                              | - Zona de Chacras - Gobernador Gregores - Hospital Zonal          |

## Flota
Dentro de las 30 unidades funcionan 4 autobuses que tienen adaptada la sección de ascenso y descenso de pasajeros, para que puedan utilizarla discapacitados que utilicen sillas de ruedas, estos cinco coches comenzaron el 15 de enero de 2013.

## Galería de Imágenes

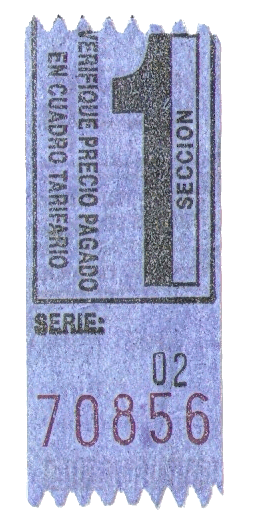
Esquema del actual boleto emitido en todas las líneas.
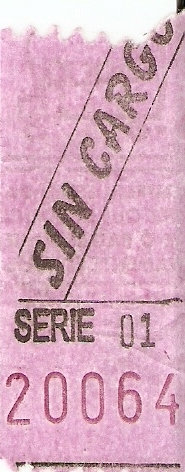
Esquema del actual boleto Sin Cargo emitido en todas las líneas.
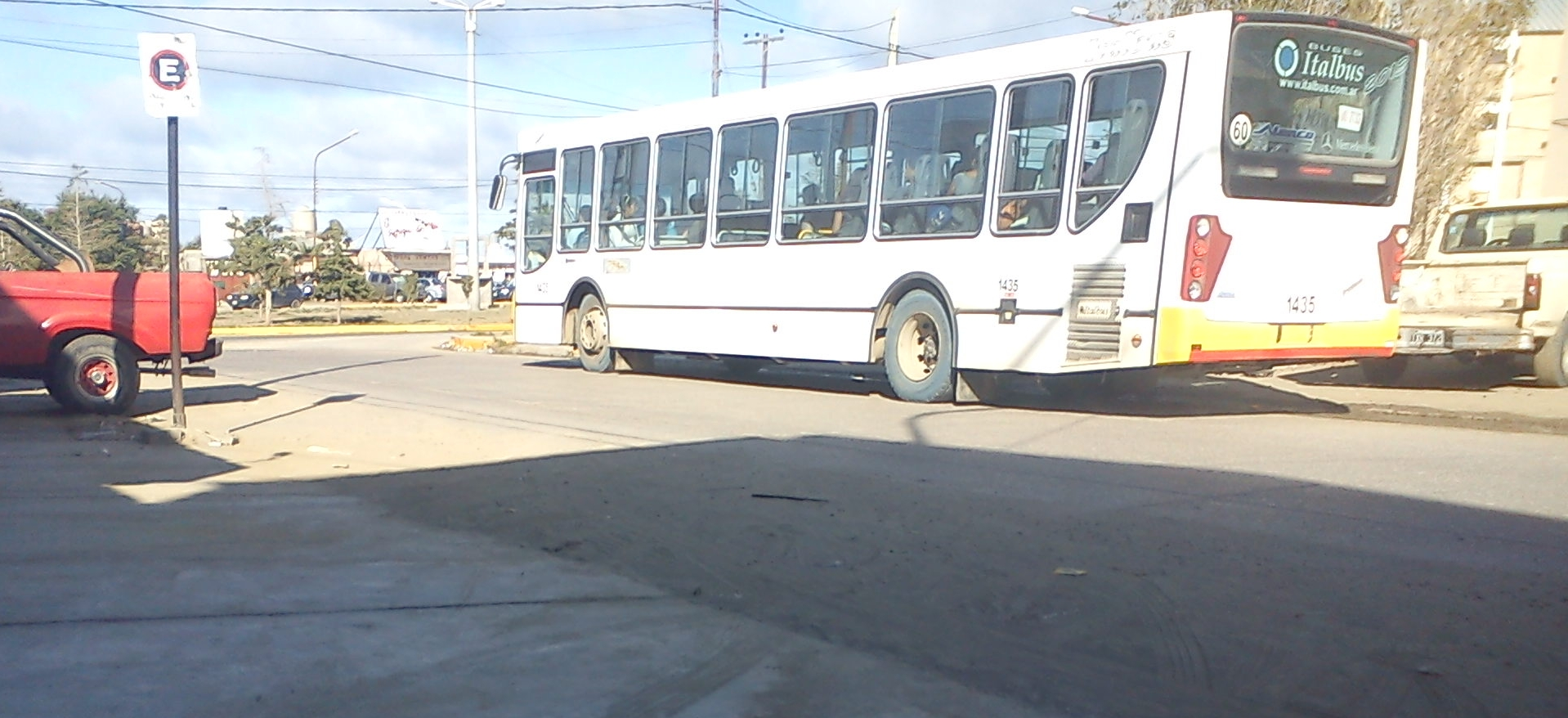
Autobús Italbus en Bo. 2 de abril
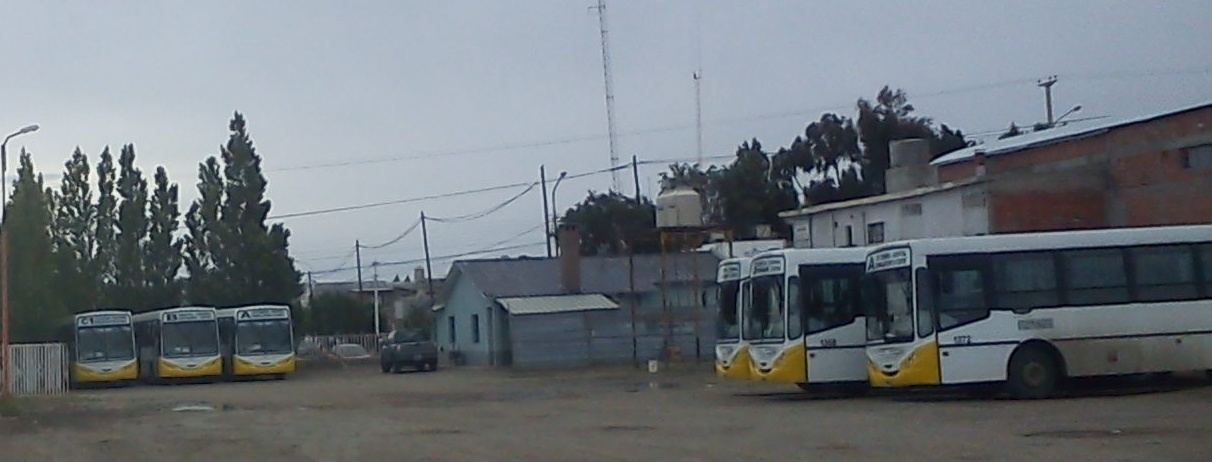
Unidades de Autobuses Caleta Olivia en la sede.
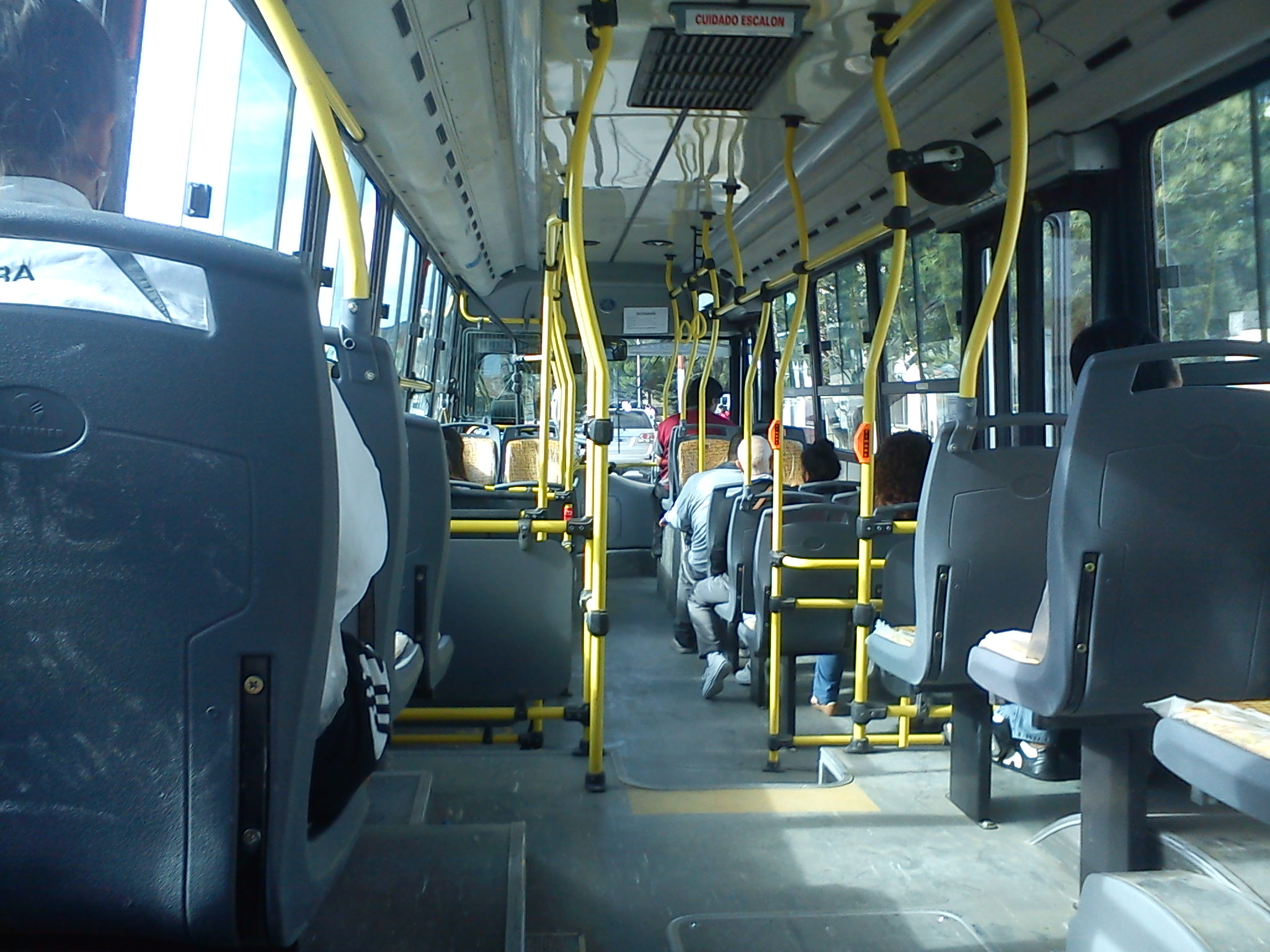
Interior de un autobús para minusválidos
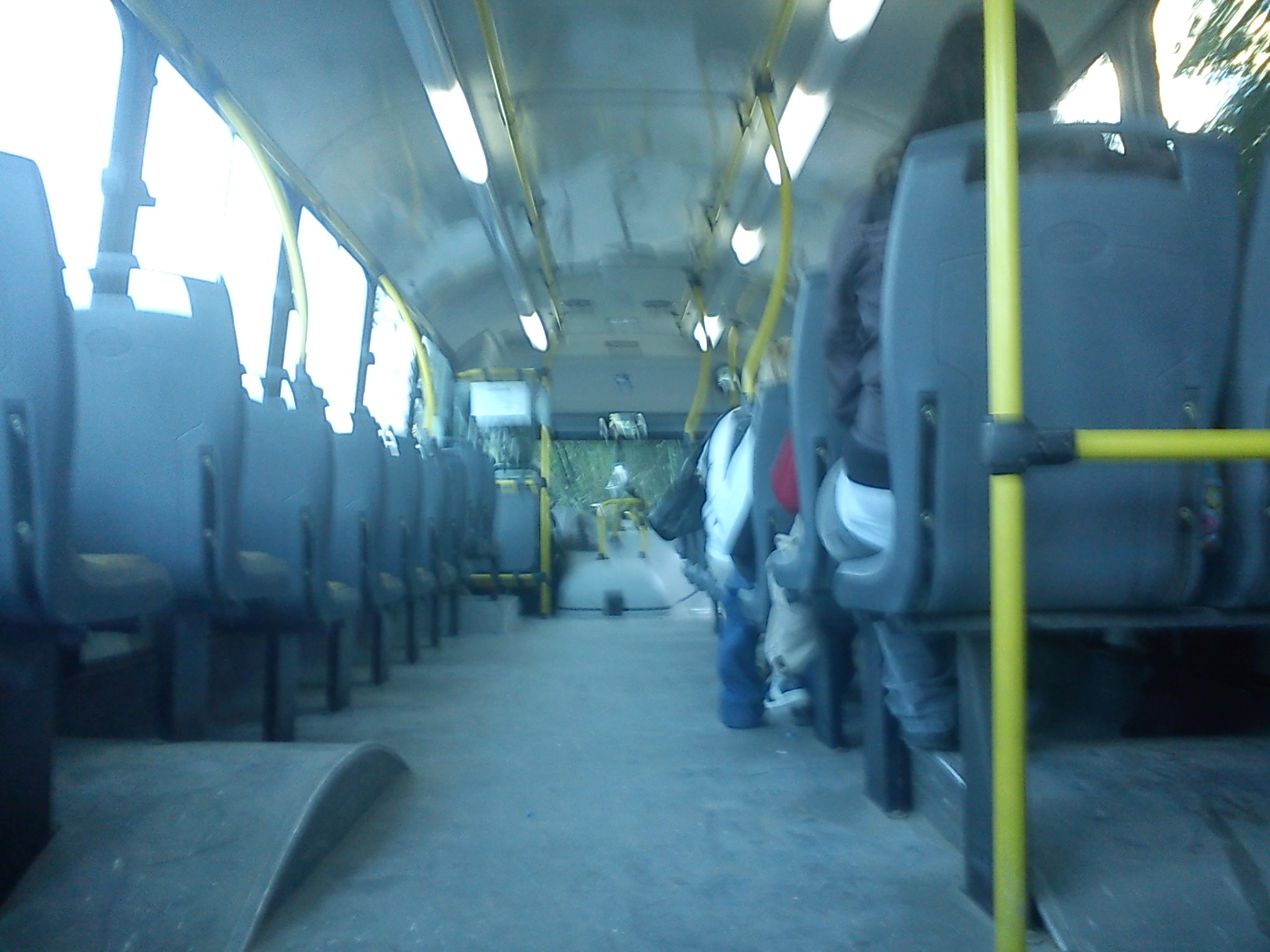
Interior de un autobús Metalpar Tronador